# Ahmed szultán mecsetje
Ahmed szultán dzsámija, ismertebb nevén a kék mecset (törökül: Sultan Ahmet Camii vagy Mavi Camii) Isztambul egyik központi mecsete, mely a város Sultanahmet negyedében található, az Hagia Szophiával szemben. Népszerű nevét azokról a kék csempékről kapta, melyek belső falait borítják. A dzsámit 1609 és 1616 között építették I. Ahmed oszmán szultán utasítására. A dzsámihoz tartozó épületegyüttesben találhatjuk a szultán és felesége, Köszem szultána türbéjét, egy medreszét és egy kórházat. A kék mecset Isztambul egyik legnépszerűbb látványossága, a világ egyik legismertebb épülete, a világörökség része.

## Története
A törökök számára megalázó zsitvatoroki béke, valamint a Perzsiával szemben elvesztett háború után I. Ahmed szultán úgy döntött, hatalmas mecsetet építtet Konstantinápolyban, Allah kiengesztelésére. Míg elődei a háborús zsákmányból fizették a mecsetek építését, I. Ahmed kénytelen volt a kincstárból fedezni azt. Ezzel azonban magára vonta az ulema, a muszlim hittudósok haragját.
A mecsetet a Konstantinápolyi Palota (a bizánci császárok palotájának) helyére tervezték, a Hagia Szophia-val szemben. A dzsámi déli oldalának nagy része ennek a palotának az alapjaira épült, a pince és a kripták fölé. Az építkezések miatt több, a helyszínen lévő palotát, illetve a Hippodrom egy részét is le kellett bontani.
Az építkezést 1609-ben kezdték, a szultán azt akarta, hogy ez a mecset legyen a birodalom első számú imahelye. Az épületet Szinán mester tanítványa, Sedefhar Mehmet Ağa tervezte. Az építkezés részleteit nyolc kötetben írták le, melyek ma a Topkapı Palota könyvtárában láthatóak. A megnyitót 1617-ben tartották, bár az épület teljes egészében csak I. Musztafa szultán uralkodása idején készült el.

## Építészet
A Kék mecset az oszmán mecsetépítészet két évszázados fejlődésének az eredményeképp született meg. Az oszmán építészet klasszikus korszakának remekeként tartják számon. A Szinánnál tanult építész kiválóan elsajátította mestere technikáit: a mecset hatalmas méretű, lenyűgöző és pompázatos külsejű. Belső tere azonban nélkülözi Szinán kreatív gondolkodásmódját.

### Külső jellegzetességek
Mehmed aga hatalmas anyagtömbökkel dolgozott, főként kővel és márvánnyal. A mecset alaprajza szabálytalan, mivel az építkezéskor a helyszín adottságait és már meglévő építményeit is figyelembe kellett venni. A fő homlokzat a hippodromra néz. Az imaház négylevelű lóhere alakú, melyet kupolák és félkupolák csoportja fed. Mindegyik kupolához három exedra tartozik, melyek a hatalmas központi kupolába torkollanak, aminek átmérője 23,5 méter, magassága 43 méter. A kupolákat négy hatalmas oszlop tartja, melyek az Edirnei Szelim-mecsetet juttatják eszünkbe. Az oszlopok alja masszív márványtömbökből készült, tetejüket ékes írás díszíti.
A mecsetet övező udvar csaknem akkora, mint a mecset maga. A központi hatszögletű szökőkút a kert méretéhez képest elég kicsi. Az óriási méretű, de szűk kapu az egyetlen, ami megtöri a tornác monoton jellegét.
A kert nyugati bejárata fölött egy nehéz vaslánc függ. A szultán volt az egyetlen aki lóháton mehetett be az udvarba, ekkor a lánc miatt le kellett hajtania a fejét. Ez egy szimbolikus mozdulat: a világi hatalmasság megalázkodik az égi hatalmasság előtt, mikor a házába lép.

### Belső jellegzetességek
A mecset belsejének egy részét 20 000 kézzel készített izniki csempe borítja, ötven különböző motívummal (egyes csempék tradicionális, mások virág-, gyümölcs- és ciprusmotívumokkal díszítettek). A csempéket a kézműves mester, Kaşıcı Hasan irányításával készítették. A csempékre kifizethető összeget a szultán egy rendeletben határozta meg, a csempeárak azonban gyorsan emelkedtek, így később egyre rosszabb minőségű csempékkel burkolták a mecset belsejét. Ennek eredményeképpen a színük megfakult, fényük tompult. A hátsó erkélyt borító csempék pedig másodkézből valóak: az 1574-ben leégett Topkapı Palota háreméből „hasznosították újra”.
A belső tér felsőbb szintjeit kék csempe borítja, de nem túl jó minőségű. Körülbelül 200 üvegablak gondoskodik a fényről. A csillárokon strucctojások vannak, melyek a pókhálók megelőzésére szolgálnak, elriasztják a pókokat A dekoráció között találunk Korán-idézeteket, a padlón pedig olyan szőnyegeket, melyeket hívők adományoztak az imaháznak.
A belső tér legfontosabb eleme a mihráb, a Mekka irányát jelző falifülke. A Kék mecset mihrábja gondosann faragott márványból készült, cseppkő formájú. A hozzá kapcsolódó falakat kerámiacsempék borítják. Tőle jobbra található a gazdagon díszített minber vagy pulpitus, ahonnan az imám vezeti az istentiszteletet péntekenként, illetve ünnepnapokon. A mecsetet úgy tervezték, hogy minden pontján kitűnően lehessen hallani az imámot.
A mecset délkeleti sarkában található a szultáni kioszk, melyhez két kisebb pihenőszoba is társul. Ezekben a pihenőszobákban húzódott meg a nagyvezír a janicsárok 1826-os lázadása idején. A szultáni fülkét tíz márványoszlop tartja, saját mihrábbal rendelkezik, melyet régen jáderózsák és aranybevonat díszített. A fülkében 100 darab, arannyal díszített Korán is volt, beépített és aranyozott könyvespolcokon.
A lámpákat és csillárokat drágakövekkel, kristálygömbökkel és arannyal díszítették. Ezeket később eltávolították, nagy részük múzeumba került.
A falakon látható hatalmas táblákon kalligrafikus írással a kalifák neveit és Korán-idézeteket láthatunk, melyeket eredetileg a kalligráfia 17. századi mestere, Ametli Kasım Gubarım vésett fel. Az írásokat azóta többször restaurálni kellett.

## Minaretek
Törökországban két mecset van, mely hat minarettel rendelkezik, az egyik a Kék mecset, a másik dzsámi Adanában látható. Az építkezés időszakában erősen kritizálták a szultánt a mecset hat minaretje miatt, hiszen a mekkai mecsetnek is ugyanennyi minaretje volt. A szultán úgy küszöbölte ki a problémát, hogy pénzt ajánlott fel egy hetedik minaret építésére a mekkai mecsethez.
A hatból négy minaret a mecset négy sarkánál áll, ceruza formájúak, mindegyiken három erkély található, cseppkő alakú gyámkövekkel. A másik két minaret hátrébb helyezkedik el, és két-két erkéllyel rendelkeznek.
A müezzin, az imára hívó vallásos személy, régen minden nap ötször megmászta a magas minaretek lépcsőit, hogy imára hívja a hívőket. Ma már a modern technikának köszönhetően erre nincs szükség: hangosbeszélőből sugárzik keresztül az Óvároson a Kék mecset imaéneke. Napnyugatkor törökök és turisták egyaránt a mecsethez járulnak, hogy a szemben lévő parkból, a lenyugvó nap fényében hallgathassák a kivilágított mecsetből felzendülő éneket.

## Galéria

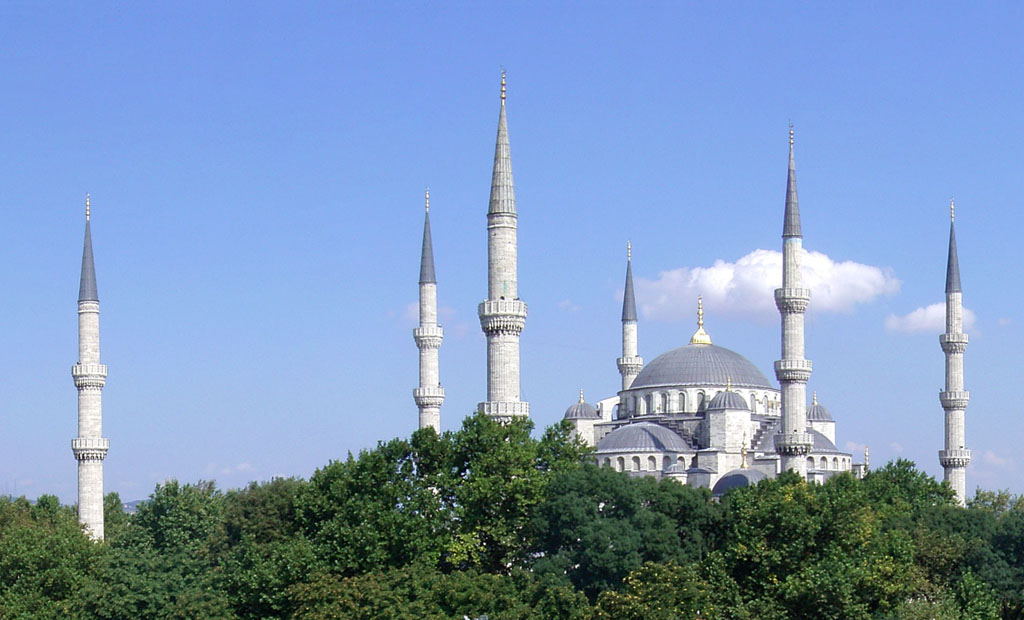
A Kék mecset hat minaretje
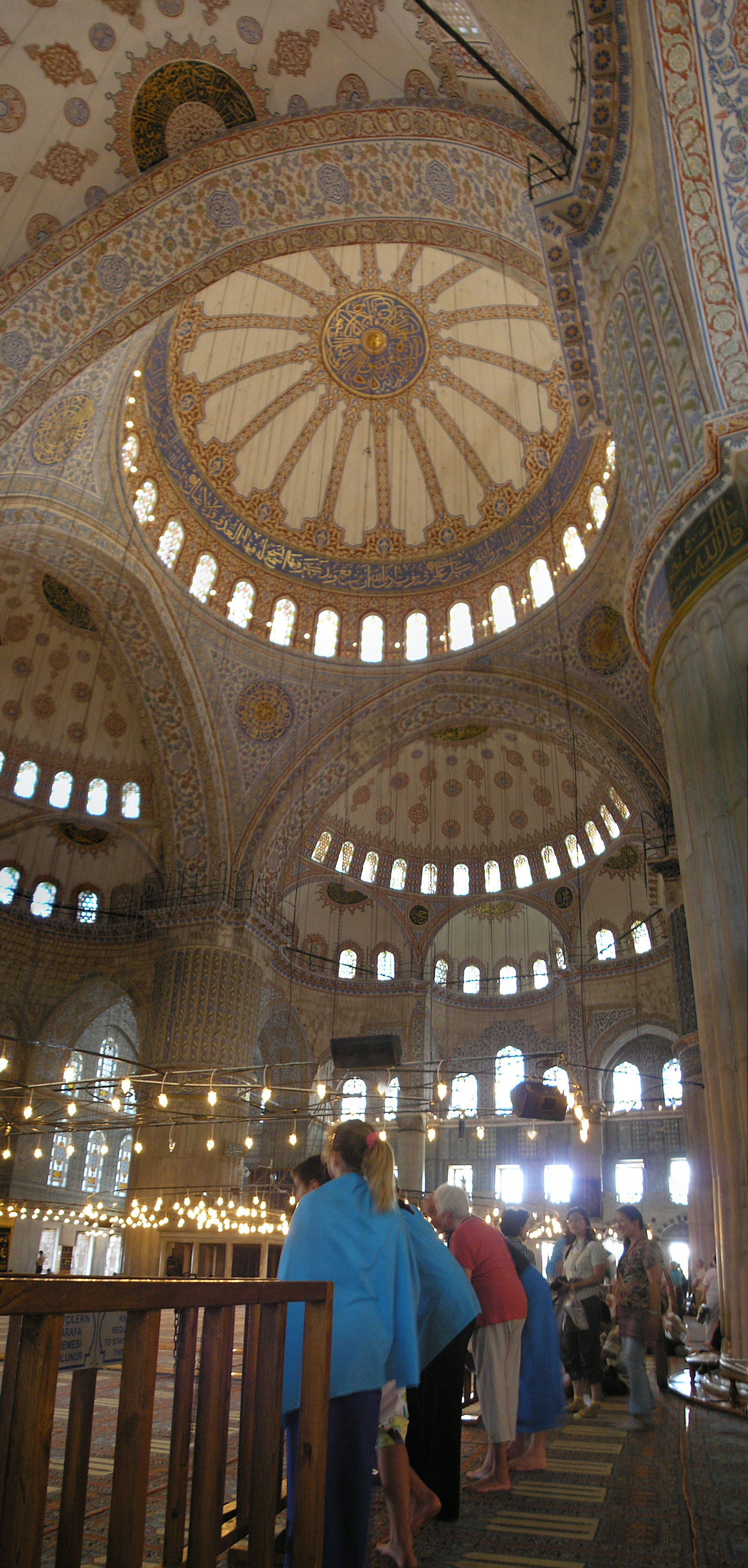
A mecset belseje a kupolákkal
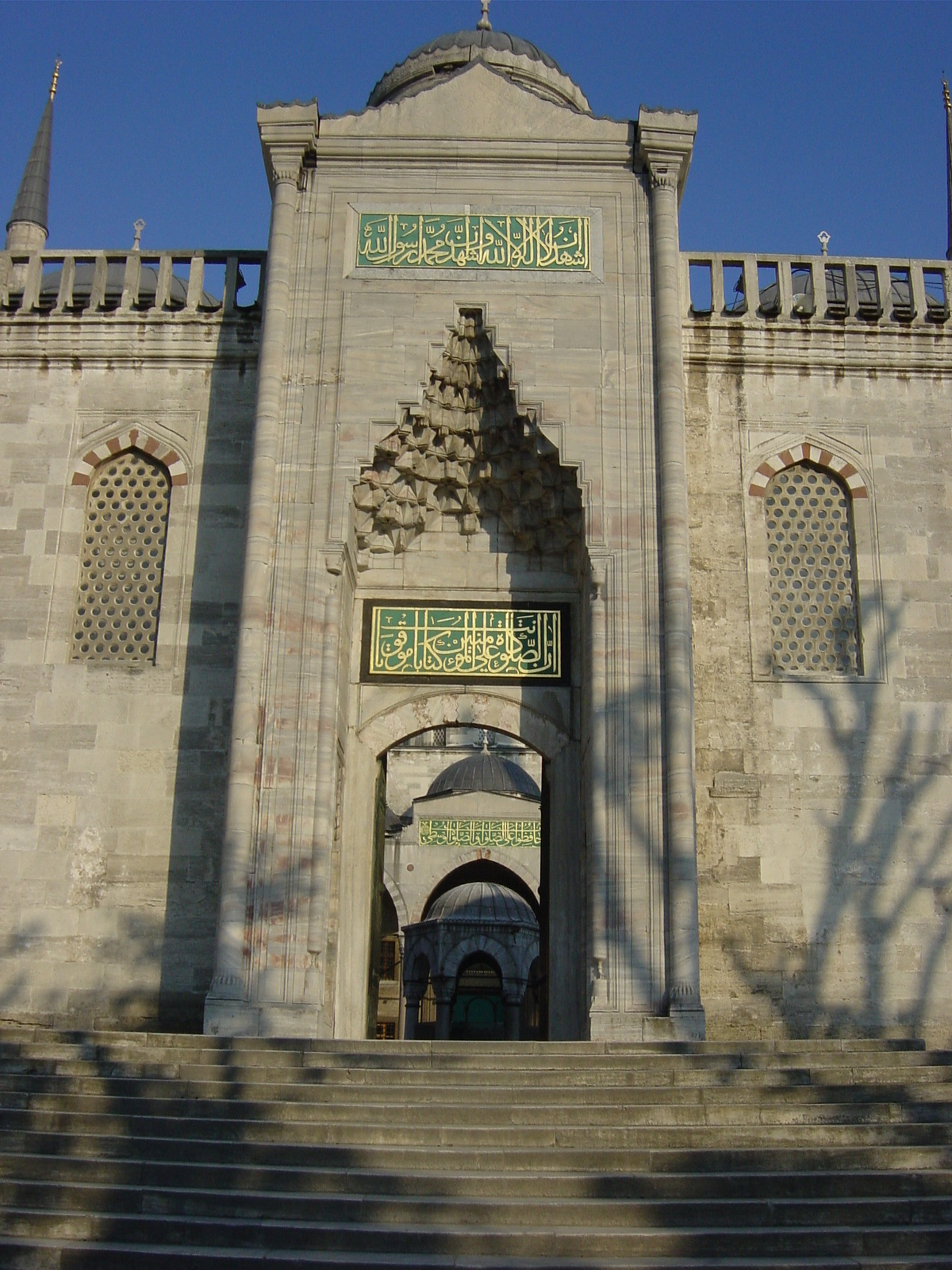
Az udvarba vezető kapu
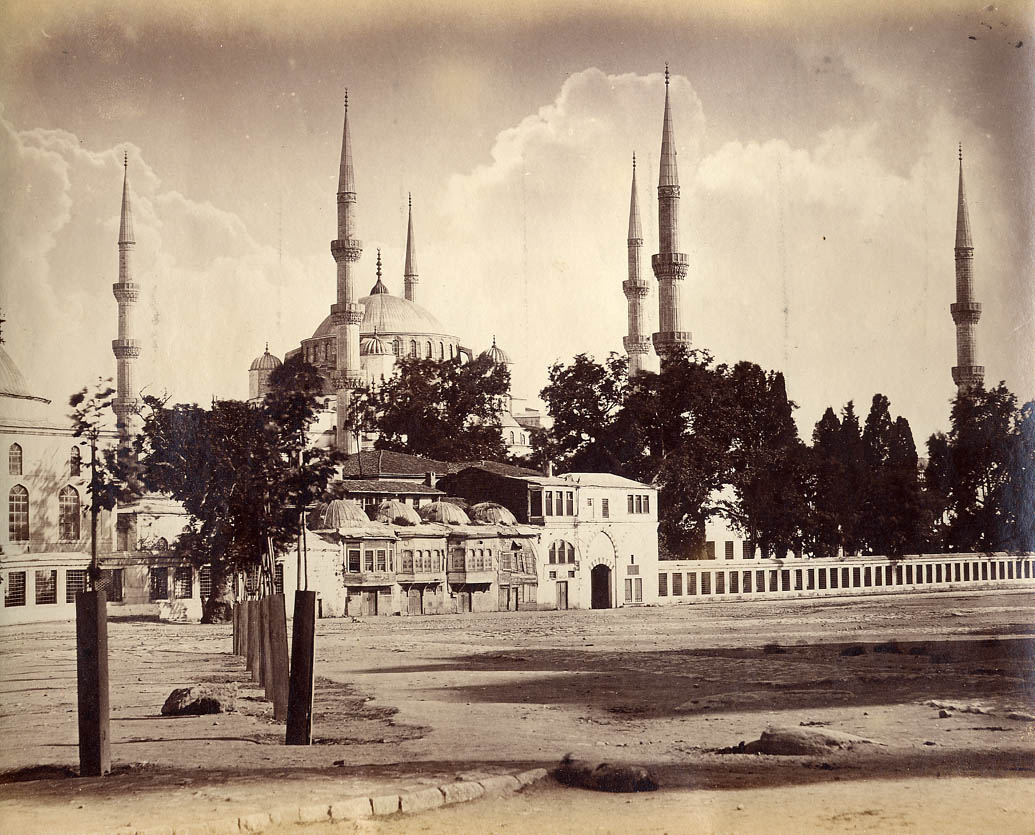
Régi fénykép a Kék mecsetről, 1895 előttről
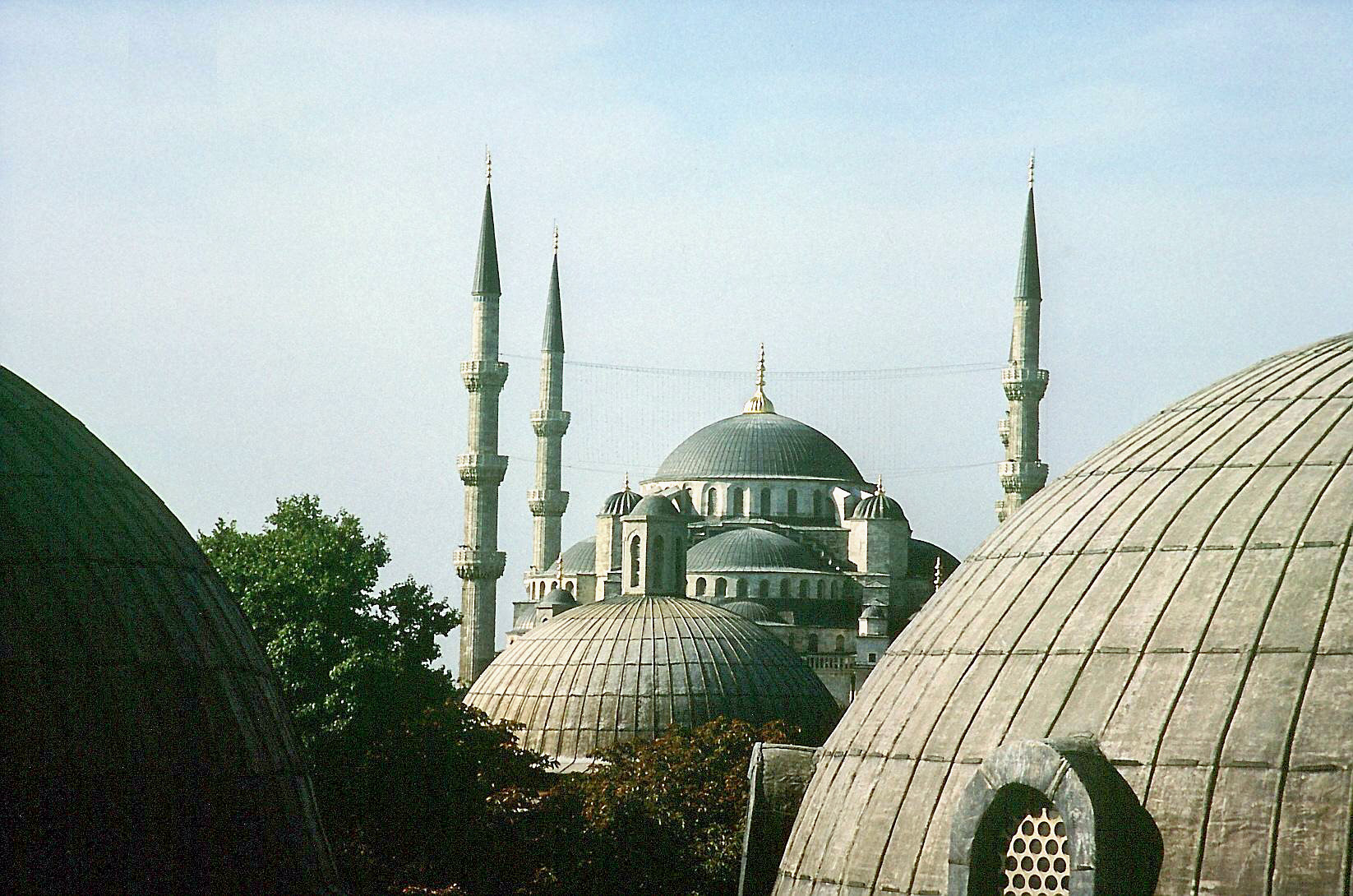
Kilátás a Hagia Sophiából
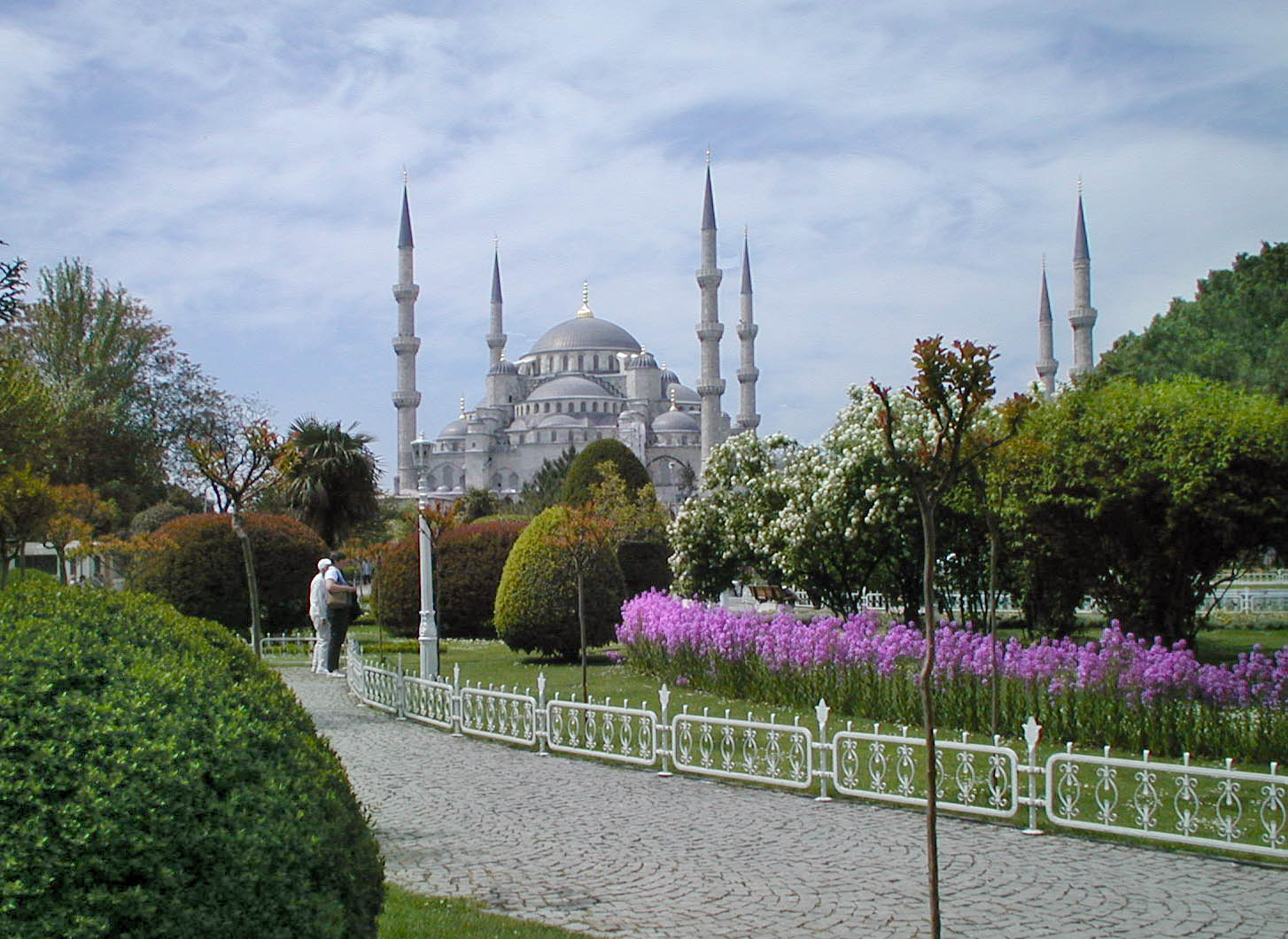
A Sultanahmed Térről
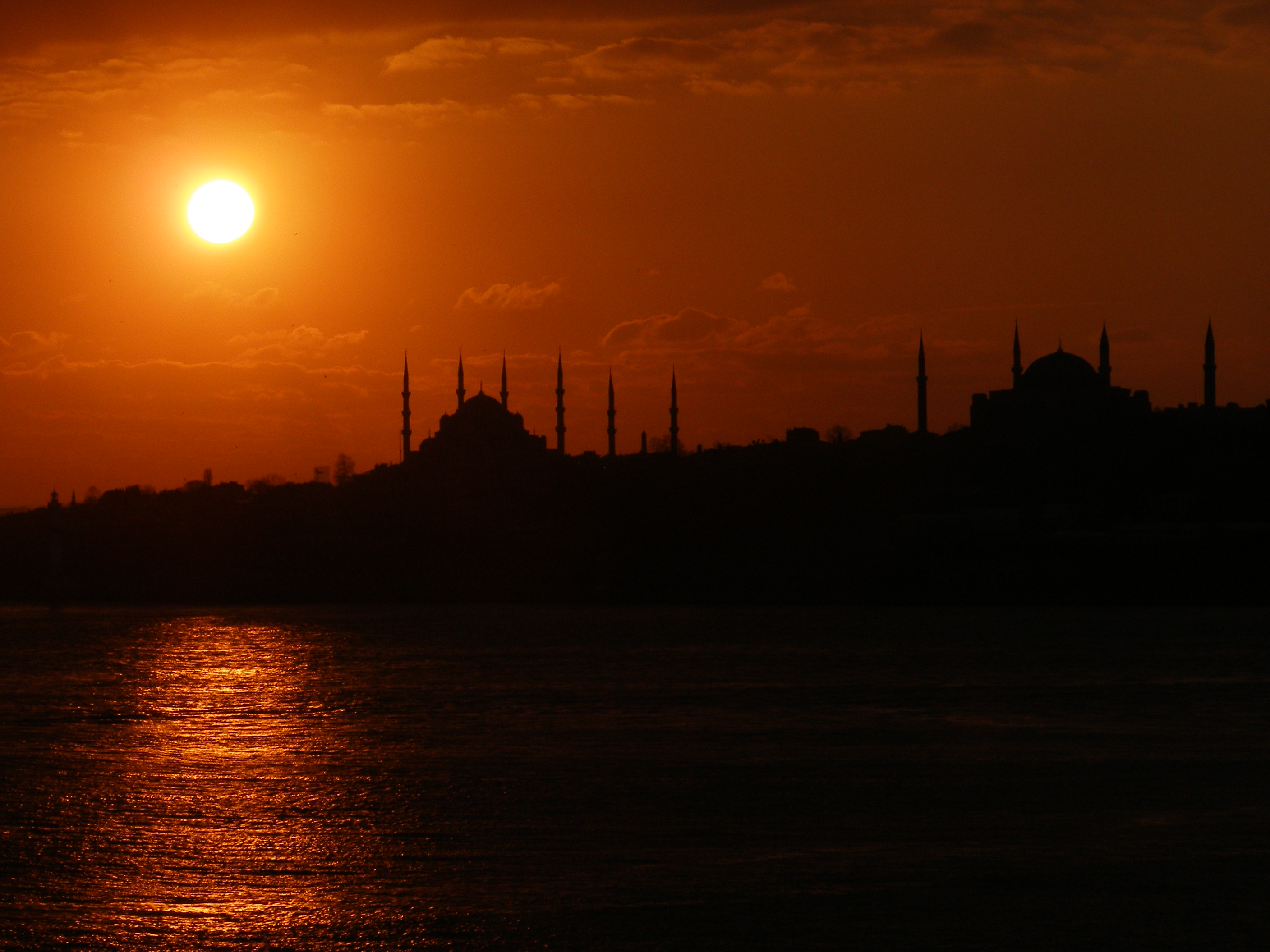
Naplemente a Boszporusz fölött: balra a Kék mecset, jobbra a Hagia Szophia
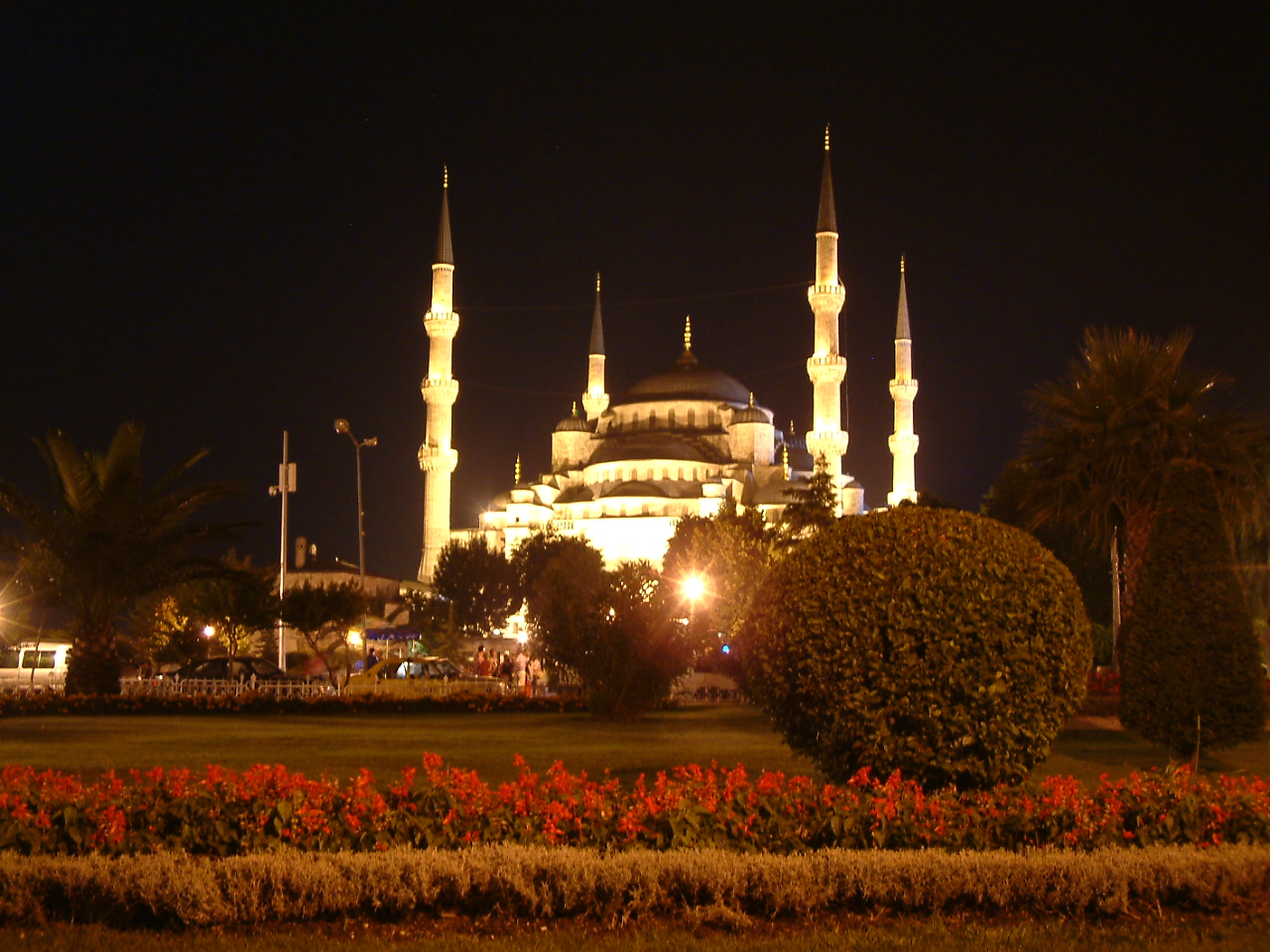
A mecset éjszakai fényben
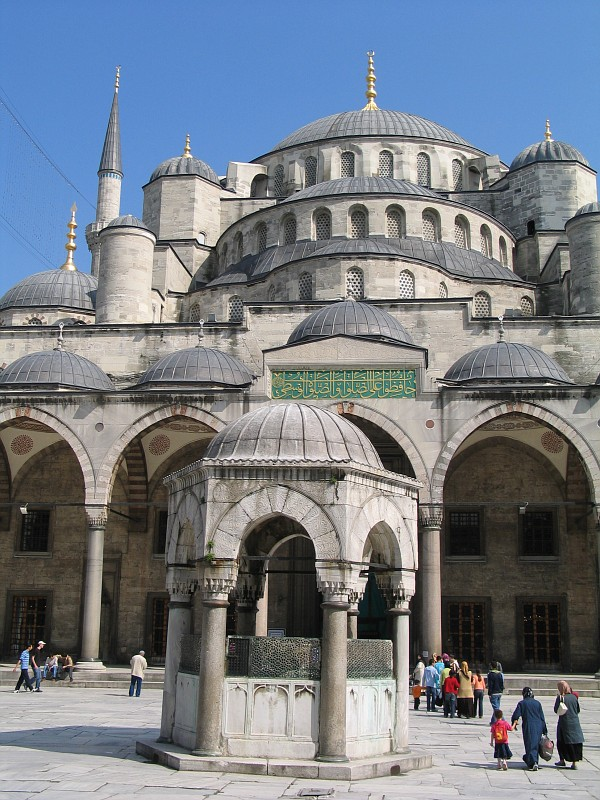
A belső udvarból
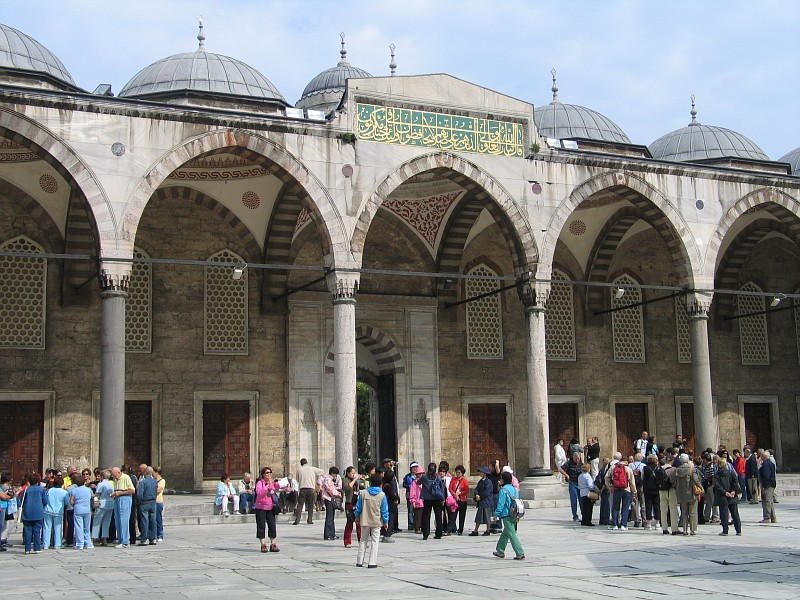
A belső udvar oszlopsorai az egyik bejárattal
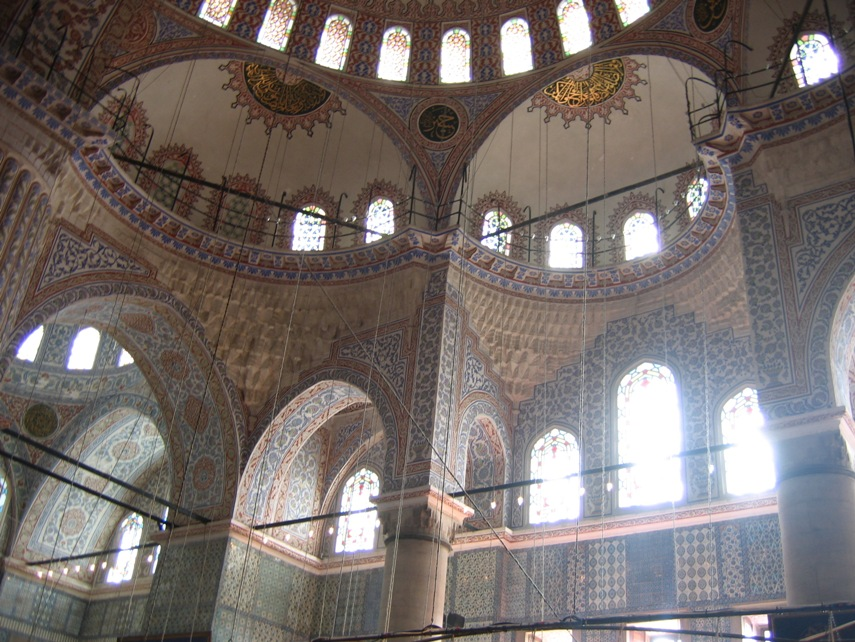
A mecset belseje
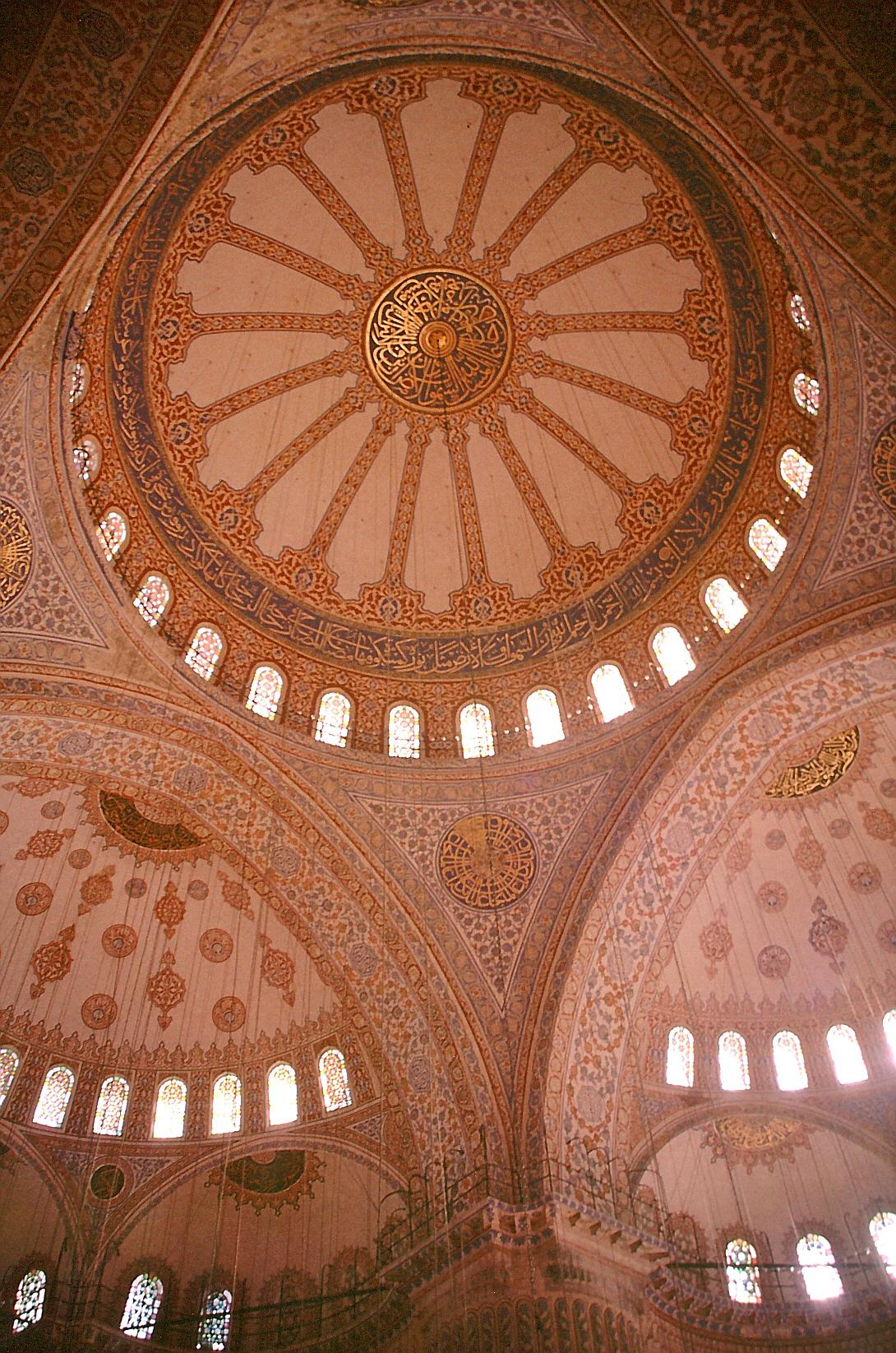
A fő kupola
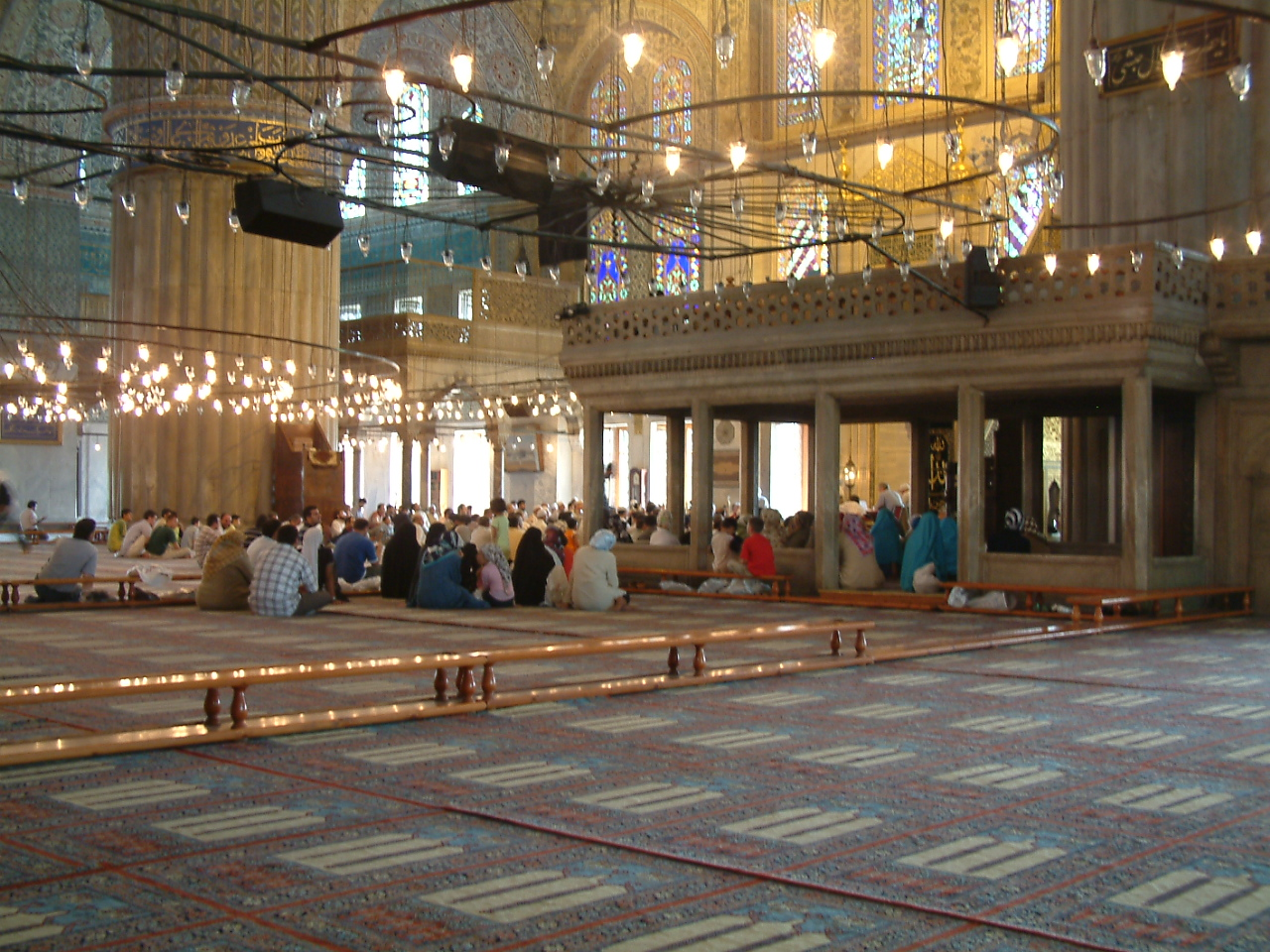
Imádkozók
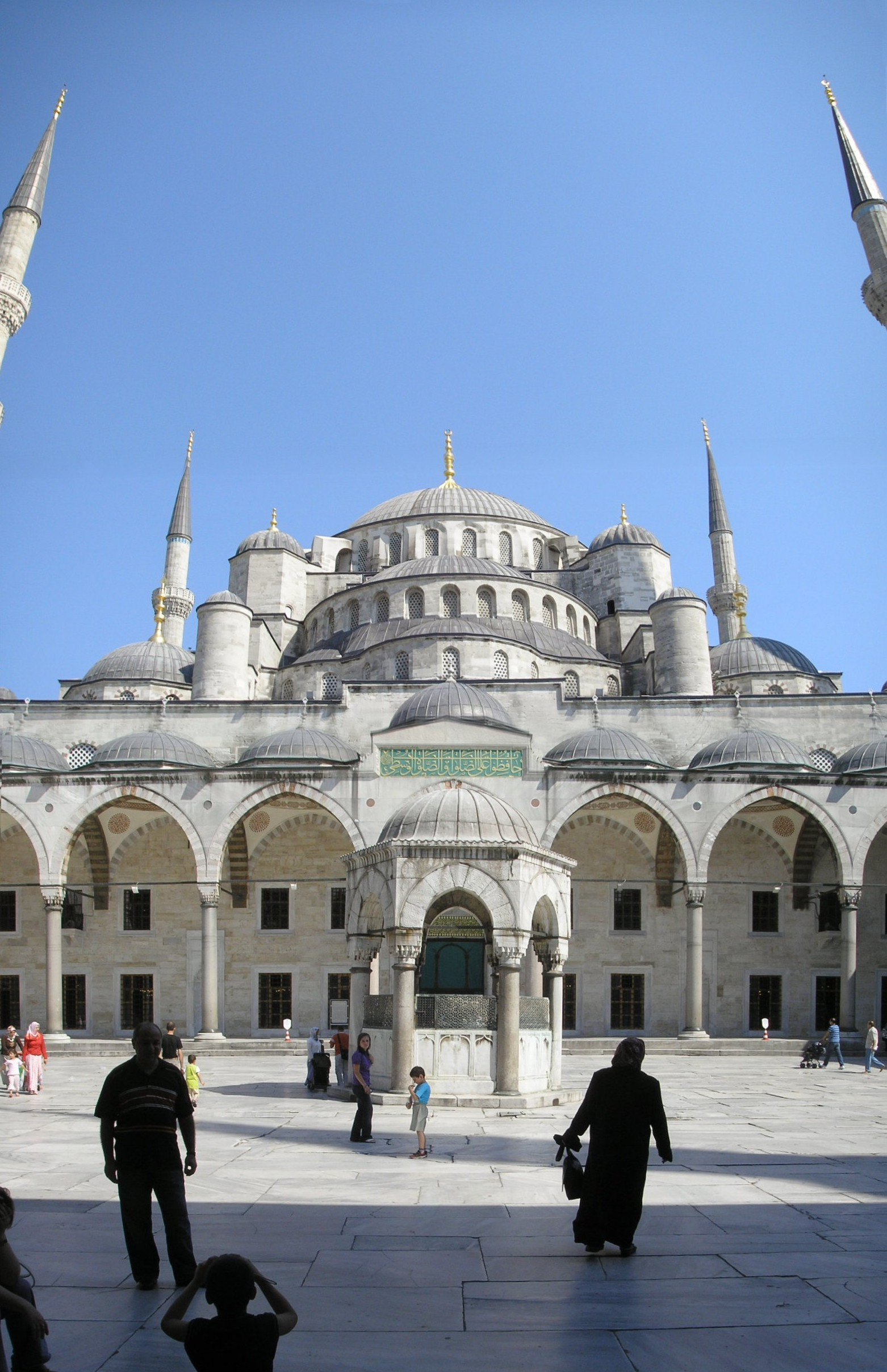
A belső udvar

## Multimédia
| (video)                                                  | \| A Kék mecset belső tere (info) \| \| Rövid videó, mely a Kék mecset belsejét mutatja (forrás) \| \| Nem tudja lejátszani a videót? Wikipédia:Média segítség. \| |
| A Kék mecset belső tere (info)                           | |
| Rövid videó, mely a Kék mecset belsejét mutatja (forrás) | |
| Nem tudja lejátszani a videót? Wikipédia:Média segítség. | |

## Kapcsolódó szócikk
- Oszmán építészet